# ريان مارتينيز
ريان مارتينيز (بالإنجليزية: Ryan Martinez؛ مواليد 27 أغسطس 1982) هو مُقاتل فنون قتالية مختلطة أمريكي مُعتزل.

## وصلات خارجية
- ريان مارتينيز على موقع بيلاتور (الإنجليزية)
- ريان مارتينيز على موقع شيردوغ (الإنجليزية)
- ريان مارتينيز على موقع IMDb (الإنجليزية)